# Григоренко, Георгий Михайлович
Григоренко Георгий Михайлович (24 августа 1939 — 3 октября 2019)— советский учёный, академик НАН Украины по специальности: материаловедение, электрометаллургия (дата избрания: 04.02.2009); заведующий отделом Физико-химических исследований материалов Института электросварки имени Е. О. Патона; брат Я. Григоренко.

## Биография
- 1961 — Окончил Киевский политехнический ин-т. С тех пор работал в Институте электросварки НАНУ (Киев):
- с 1964 — зав. лаборатории газов в металлах;
- 1980 — государственная премия УССР в области науки и техники;
- 1983 — Доктор технических наук;
- с 1984 — заведующий отдела физико-химических исследований материалов;
- 1986 — профессор;
- 1997 — член-корреспондент НАНУ;
- одновременно с 1999 — заведующий кафедрой целевой подготовки Национального технического университета «Киевский политехнический институт».

## Научная деятельность
Исследовал взаимодействие газов с жидкими металлами и сплавами при их плавлении и сварке, качество сварных швов, газотермических покрытий, диффузионных соединений, слитков и полуфабрикатов из металла, полученного методами спец. электрометаллургии, разрабатывает технологии плазменно-дуговой, дугово-шлакового и индукционного плавления, выполняет фундаментальные работы в области физической химии высокотемпературных металлургических процессов.

## Ссылка
- Энциклопедия современной Украины